# ヴェルザー家

ヴェルザー家紋章

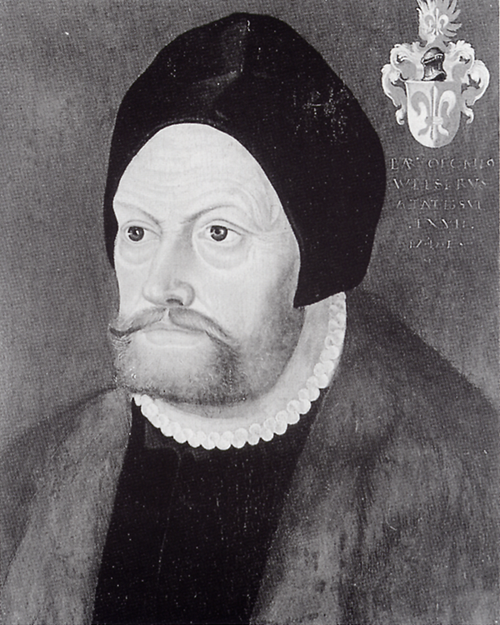
バルトロメウス・ヴェルザー(1484-1561)

ヴェルザー家（Welser）は、フッガー家と並ぶ中世ヨーロッパの大富豪の一族。アウクスブルクで栄えた。

## 歴史
1473年、ルーカス・ヴェルザーは2人の弟たちと商事会社を設立した。彼の子アントンは、妻の実家フェーリン家と結んで1498年にヴェルザー・フェーリン商会を設立した。ポルトガル、スペイン、イタリアとの商品取引および、ハプスブルク家への高利貸し付けによって巨富を得た。特にリスボン支店を中心に外国貿易の特権を獲得し、1505年の東インド航海には総額の半分以上を出資した。
1517年、アントンの弟ヤコプはニュルンベルクに新会社を設立してニュルンベルクのヴェルザー家を開いたが、これは商品取引を主要業務として19世紀まで存続した。
アントンの死後、1518年からバルトロメウスが継ぎ、有名なベネズエラ植民計画（Provincia de Venezuela）を企てて失敗した。1532年に貴族に列せられた頃から高利貸し付けに重点を移し、ハプスブルクとフランス・ブルボン家の間を立ち回って安泰を求めたが、ならなかった。シュマルカルデン戦争以後、膨大な貸付金が回収不能となり、大打撃を受けた。
バルトロメウスの後を継いだマルクスは、一時帝国貨幣鋳造管理官に就任したが経営は回復せず、1614年の彼の死の翌日、破産宣告を受けた。

## 大公妃
ヴェルザー家のフィリッピーネ・ ヴェルザー（1527年 - 1580年）はハプスブルク家の大公フェルディナント2世（1529年 - 1595年）と結婚する。商人の娘とハプスブルク家の大公との結婚は貴賤結婚だとしてフェルディナント2世の兄弟たちは猛反対したが、父フェルディナント1世からは黙認された。